# Estação Arví
A Estação Arví é uma das estações do Metrocable de Medellín, situada em Medellín, seguida da Estação Santo Domingo Savio. Administrada pela Empresa de Transporte Masivo del Valle de Aburrá Limitada (ETMVA), é uma das estações terminais da Linha L.
Foi inaugurada em 9 de fevereiro de 2010. Localiza-se na Via Parque Arví. Atende o corregimento de Santa Elena.